# زوئلن
زوئلن (به هلندی: Zoelen) یک منطقهٔ مسکونی در هلند است که در بورن (هلند) واقع شده‌است. زوئلن ۱٬۰۸۰ نفر جمعیت دارد.